# Комп'ютер

Схема персонального комп'ютера:
1: Монітор
2: Материнська плата
3: Процесор
4: Порт ATA
5: Оперативна пам'ять
6: Карти розширення
7: Комп'ютерний блок живлення
8: Дисковод
9: Жорсткий диск
10: Клавіатура
11: Комп'ютерна миша

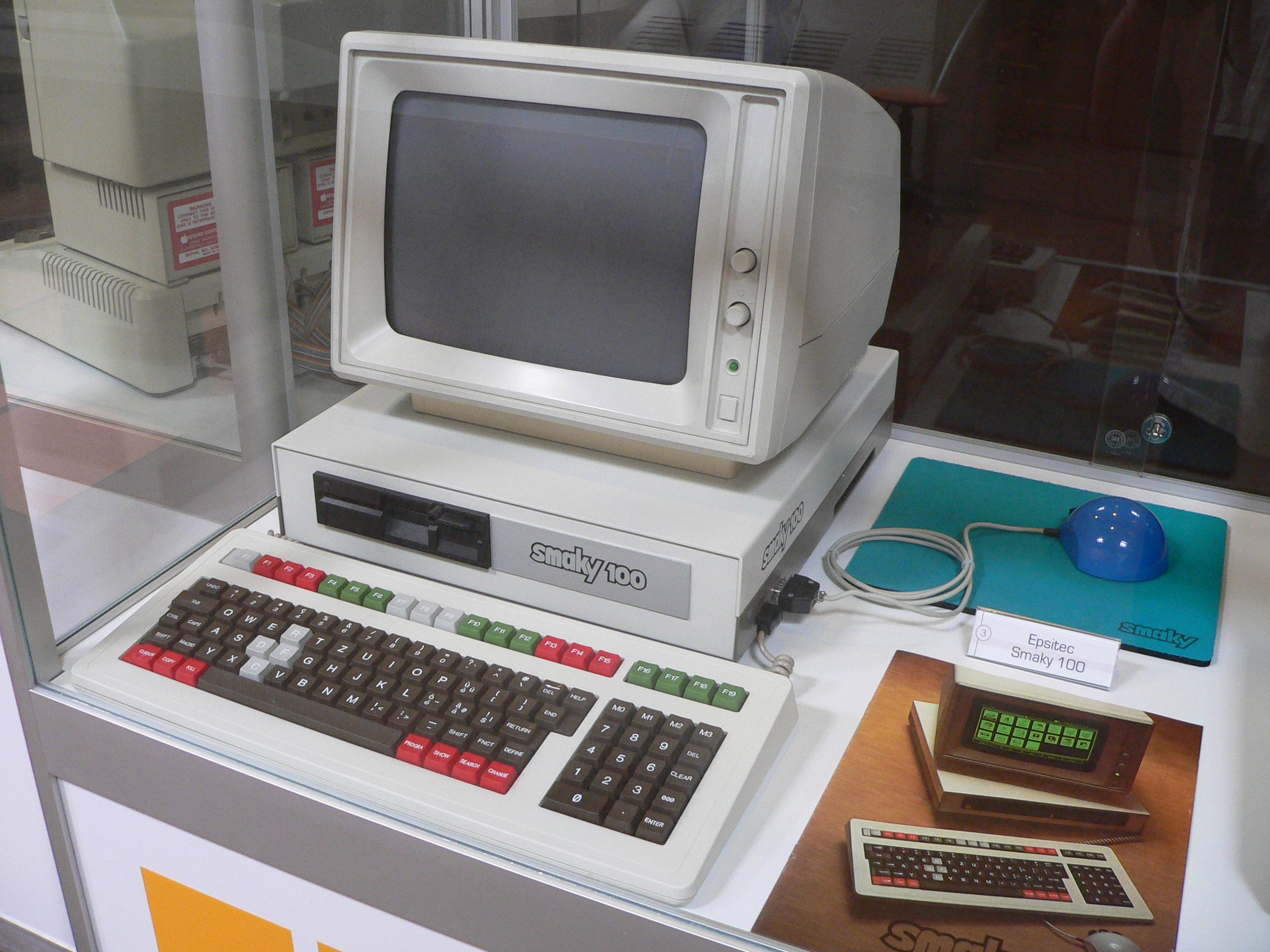
Класичний вид персонального комп'ютера — системний блок, відеомонітор, клавіатура)

Комп'ю́тер (від англ. computer — обчислювач), обчи́слювальна маши́на — програмно-керований пристрій для обробки інформації шляхом маніпулювання даними, поданими у числовому вигляді. За своєю будовою обчислювальна машина може бути механічним або немеханічним (електронним чи на інших засадах) пристроєм, призначеним для проведення обчислень, які можуть відбуватися дискретно або безперервно. Фізично комп'ютер може функціонувати за рахунок переміщення будь-яких механічних частин, руху електронів, фотонів або використання ефектів будь-яких інших фізичних явищ.
У вужчому значенні «комп'ютер» — це електронний пристрій з можливістю програмування, який здійснює обчислення за заздалегідь визначеним алгоритмом, оскільки з другої половини ХХ ст. практично всі комп'ютери створені з використанням електронних пристроїв як функціональних елементів.
Перші комп'ютери були призначені лише для виконання обчислень, але на сьогодні комп'ютери використовують у промисловості та техніці як системи керування — вони є невід'ємною частиною складної побутової техніки (телевізори, пральні машини, мікрохвильові печі, телефони), промислових роботів, АСУ, електронних систем для транспортних засобів. 
Сучасний комп’ютер складається з центрального процесора, який відповідає за обробку інформації, та пристрою пам’яті на основі напівпровідникових мікросхем, в якому інформація зберігається. Результат виконаної роботи може бути поданий користувачеві за допомогою різних пристроїв виведення інформації: у вигляді візуального зображення на екрані монітора, роздрукований на папері за допомогою принтера, відтворений у звуковій формі або іншим доступним способом. Пристрої введення (клавіатури, миші, джойстики тощо) дають змогу отримувати інформацію із зовнішніх джерел. 
Для більшості сучасних комп'ютерів алгоритм і дані, необхідні для його роботи, подають у вигляді електричних сигналів, які зберігаються у пам'яті комп'ютера у двійковій формі, дії щодо обробки інформації зводяться до застосування алгебри логіки до цих числових значень. Оскільки практично вся математика може бути зведена до виконання булевих операцій, електронний комп'ютер може бути застосовний для вирішення більшості математичних задач і завдань з обробки інформації, які можуть бути зведені до математичних операцій. Водночас виявлено, що комп'ютери можуть вирішити не будь-яку математичну задачу — вперше завдання, які не можуть бути вирішені за допомогою комп'ютерів, були описані англійським математиком Аланом Тюрінгом.

### Етимологія
Слово «комп'ютер» є похідним від англійських слів to compute, computer, які перекладаються як «обчислювати», «обчислювач» (англійське слово, своєю чергою, походить від латинського  computār — «вирахувати»). Спочатку англійською мовою це слово означало людину, яка проводить арифметичні обчислення із залученням або без залучення механічних пристроїв. Надалі його значення було перенесене на самі обчислювальні машини, проте сучасні комп'ютери виконують безліч завдань, не пов'язаних безпосередньо з математикою.
Вперше трактування слова «комп'ютер» з'явилося 1896 року в Оксфордському словнику англійської мови. Його укладачі тоді розуміли комп'ютер як механічний обчислювальний пристрій. В 1946 році у словнику з'явилися доповнення, що дають змогу виокремити поняття цифрового, аналогового і електронного комп'ютера.
В українській мові англіцизм «комп'ютер» за своєю суттю є тотожним терміну «електронно-обчислювальна машина»(ЕОМ), який вживається у науковій-технічній літературі та юридичній практиці як більш загальний термін, в історичному сенсі — щодо обчислювальної техніки 1940-1980-х років і для позначення великих обчислювальних пристроїв чи серверного обладнання (на відміну від персональних комп'ютерів). 
В часи розповсюдження аналогових обчислювальних машин, які, фактично, реалізовували процес фізичного моделювання з отриманням результату вимірюванням, для електронних обчислювальних машин використовували назву «цифрова електронна обчислювальна машина» (ЦЕОМ, ЦОМ) або «лічильна» машина (для підкреслення того, що цифрова електронна машина саме реалізує безпосередньо обчислення результату).

### Історія появи комп'ютерів

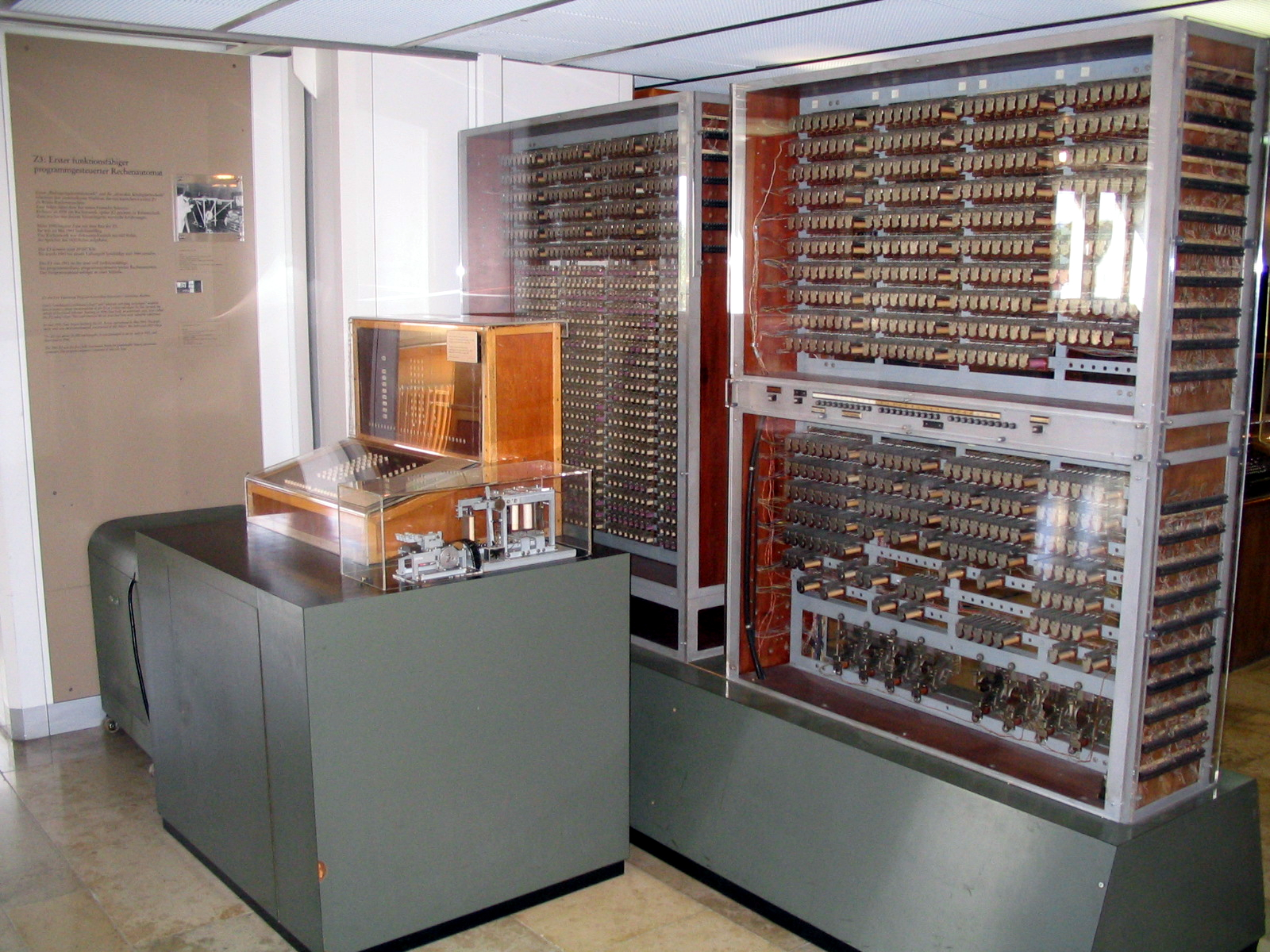
Z3 Конрада Цузе, 1941, вважається першою у світі робочою програмованою, повністю автоматичною обчислювальною машиною

Комп'ютер ENIAC

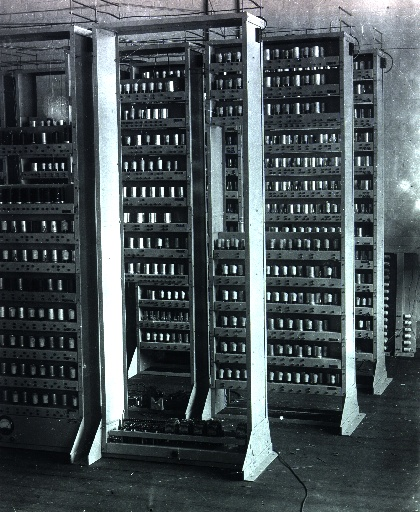
EDSAC один з перших комп'ютерів, де було реалізовано збереження програми в пам'яті (архітектура фон Неймана)

- 1941 рік — німецький інженер Конрад Цузе створює обчислювальну машину Z3, що мала всі властивості сучасного комп'ютера.
- 1942 рік — в Університеті штату Айова (англ. Iowa State University) Джон Атанасов (англ. John Atanasoff) та його аспірант Кліффорд Беррі (англ. Clifford Berry) створили (а точніше — розробили та почали монтувати) першу в США електронну цифрову обчислювальну машину (англ. Atanasoff-Berry Computer — ABC (обчислювальна машина)). Хоча ця машина так і не була завершена (Атанасов пішов у діючу армію), вона, як пишуть історики, мала великий вплив на Джона Моклі, який створив через два роки перший комп'ютер ENIAC. Цей комп'ютер був створений на замовлення міністерства оборони США. Його вага становила 30 тонн. В конструкції було використано 18 тисяч радіоламп, через що випромінюваного тепла було надто багато і для охолодження були прилаштовані кондиціонери. Швидкодія становила 5 тис. операцій на секунду. Програму набирали вручну перемикачами та кабелями на спеціальному полі. Математик з Америки Джон фон Нейман вирішив записувати програму на електронну пам'ять комп'ютера, збільшив його швидкість. Згодом він запропонував використати двійкову систему для обчислень і запису команд програми.
- На початку 1943 року успішні випробування пройшла перша американська обчислювальна машина «Марк I», призначена для виконання складних балістичних розрахунків ВМФ США.
- В кінці 1943 року запрацювала англійська обчислювальна машина спеціального призначення «Колосс». Машина працювала над розшифровкою секретних кодів нацистської Німеччини.
- В 1944 році Конрад Цузе розробив ще швидшу обчислювальну машину Z4.
- 1946 став роком створення першої універсальної електронної цифрової обчислювальної машини ENIAC.
- В 1950 році в Києві під керівництвом академіка Лебедєва була створена перша в континентальній Європі ЕОМ — МЕОМ.
- В 1965 році випущено перший мінікомп'ютер PDP-8, що мав розмір холодильника і вартість 20 тис. доларів США.
- 1967 став роком, присвяченим формальним методам проєктування електронних обчислювальних машин під керівництвом Глушкова.
- В 1971 році вчені групи Федеріко Фаджині (Federico Faggin), що працювали на фірму Intel, створили перший однокристальний мікропроцесор Intel 4004 (розрядність даних — 4 біт), який використовувався в мікрокалькуляторах.
- В 1974 році — компанія MITS (Micro Instrumentation and Telemetry Systems) розробила перший мікрокомп'ютер Altair 8800 на основі 8-бітного мікропроцесора Intel 8080.
- У серпні 1981 р., новий комп'ютер під назвою IBM PC, офіційно показаний публіці, швидко набув великої популярності у користувачів.

| Перше покоління (механічні й електромеханічні пристрої)    | Калькулятори                                                                                      | Антикітерський механізм, Різницева машина                                                                                |  |
| Перше покоління (механічні й електромеханічні пристрої)    | Програмовані пристрої                                                                             | ткацький верстат Жакарра, Аналітична машина, Марк I, Z3                                                                  |  |
| Друге покоління (електронні вакуумні прилади)              | Калькулятори                                                                                      | калькулятор Атанасова-Беррі, IBM 604, UNIVAC 60, UNIVAC 120                                                              |  |
| Друге покоління (електронні вакуумні прилади)              | Програмовані пристрої                                                                             | Колосс, ENIAC, EDSAC, Ferranti Pegasus, Ferranti Mercury, CSIRAC, EDVAC, UNIVAC I, IBM 701 , IBM 702, IBM 650, Z22, МЕСМ |  |
| Третє покоління (на дискретних транзисторах і мікросхемах) | Мейнфрейми                                                                                        | IBM 7090, IBM 7080, IBM System/360, BUNCH                                                                                |  |
| Третє покоління (на дискретних транзисторах і мікросхемах) | Мінікомп'ютери                                                                                    | PDP-8, PDP-11, IBM System/32, IBM System/36                                                                              |  |
| Четверте покоління (надвеликі інтегральні схеми)           | Мінікомп'ютери                                                                                    | VAX, IBM System i |  |
| Четверте покоління (надвеликі інтегральні схеми)           | 4-бітні комп'ютери                                                                                | Intel 4004, Intel 4040                                                                                                   |  |
| Четверте покоління (надвеликі інтегральні схеми)           | 8-бітні комп'ютери                                                                                | Intel 8008, Intel 8080, Motorola 6800, Motorola 6809, MOS Technology 6502, Zilog Z80                                     |  |
| Четверте покоління (надвеликі інтегральні схеми)           | 16-бітні комп'ютери                                                                               | Intel 8088, Zilog Z8000, WDC 65816/65802                                                                                 |  |
| Четверте покоління (надвеликі інтегральні схеми)           | 32-бітні комп'ютери                                                                               | Intel 80386, Pentium, Motorola 68000, ARM                                                                                |  |
| Четверте покоління (надвеликі інтегральні схеми)           | 64-бітні комп'ютери                                                                               | Alpha, MIPS, PA-RISC, PowerPC, SPARC, x86-64                                                                             |  |
| Четверте покоління (надвеликі інтегральні схеми)           | Вбудовані комп'ютери                                                                              | Intel 8048, Intel 8051                                                                                                   |  |
| Четверте покоління (надвеликі інтегральні схеми)           | Персональний комп'ютер                                                                            | настільний комп'ютер, домашній комп'ютер, портативний комп'ютер, особистий цифровий помічник (PDA), Tablet PC            |  |
| Теоретичні й експериментальні проекти                      | Квантовий комп'ютер, хімічний комп'ютер, ДНК-комп'ютер, оптичний комп'ютер, спінтронний комп'ютер | D-Wave |  |

| Периферійні пристрої (введення/виведення) | Введення                             | Миша, клавіатура, джойстик, сканер, вебкамера, графічний планшет, мікрофон |
| Периферійні пристрої (введення/виведення) | Виведення                            | Монітор, принтер, гучномовець                                              |
| Периферійні пристрої (введення/виведення) | Носії інформації                     | Гнучкі диски, жорсткий диск, оптичний диск, телетайп                       |
| Системи обміну даними                     | невелика відстань                    | RS-232, SCSI, PCI, USB                                                     |
| Системи обміну даними                     | великі відстані (комп'ютерні мережі) | Ethernet, ATM, FDDI                                                        |

## Будова сучасного електронного комп'ютера
Більшість сучасних обчислювальних машин мають блочно-модульну конструкцію: апаратну конфігурацію, необхідну для виконання певних робіт, можна складати з готових вузлів і блоків.
Системний блок — це основний вузол, у якому зібрані найважливіші компоненти персонального комп'ютера. Основною компонентою є материнська плата — своєрідний «фундамент» для всіх складових комп'ютера. Саме в неї вставляються всі основні пристрої: відеокарта, оперативна пам'ять, процесор, жорсткі диски тощо. Інакше кажучи, це платформа, на якій будується вся конфігурація комп'ютера. На ній розміщені:
- центральний процесор;
- шини — системи передачі даних і сигналів керування;
- оперативна пам'ять — набір мікросхем, призначених для зберігання даних під час їхнього безпосереднього опрацювання;
- постійна пам'ять — мікросхеми, призначені для постійного зберігання інформації, у тому числі і за вимкненого живлення.

У зв'язку з тим, що багато компонентів можуть бути інтегровані на материнській платі, то не всі вони можуть бути представлені як окремі складові елементи, прикладом можуть бути плати із вмонтованими звуковою і відеокартами.
Центральний процесор (Central processing unit) — функціональна частина ЕОМ, призначена для інтерпретації команд програми, керування пристроями комп'ютера та виконання арифметичних і логічних операцій над даними. Зазвичай це компактний напівпровідниковий пристрій, що вставляється в гніздо на материнській платі.
За кількістю процесорів, що складають центральний процесор, вирізняють однопроцесорні й багатопроцесорні (мультипроцесорні) материнські плати.

### Види

#### За призначенням
- Калькулятор
- Консольний комп'ютер
- Мінікомп'ютер
- Мейнфрейм
- Персональний комп'ютер
  - Настільний комп'ютер
  - Ноутбук (лептоп)
    - Субноутбук
      - Нетбук
      - Смартбук

  - Планшетний комп'ютер
    - Ultra-Mobile PC
    - Інтернет-планшет
    - Електронна книга (пристрій)

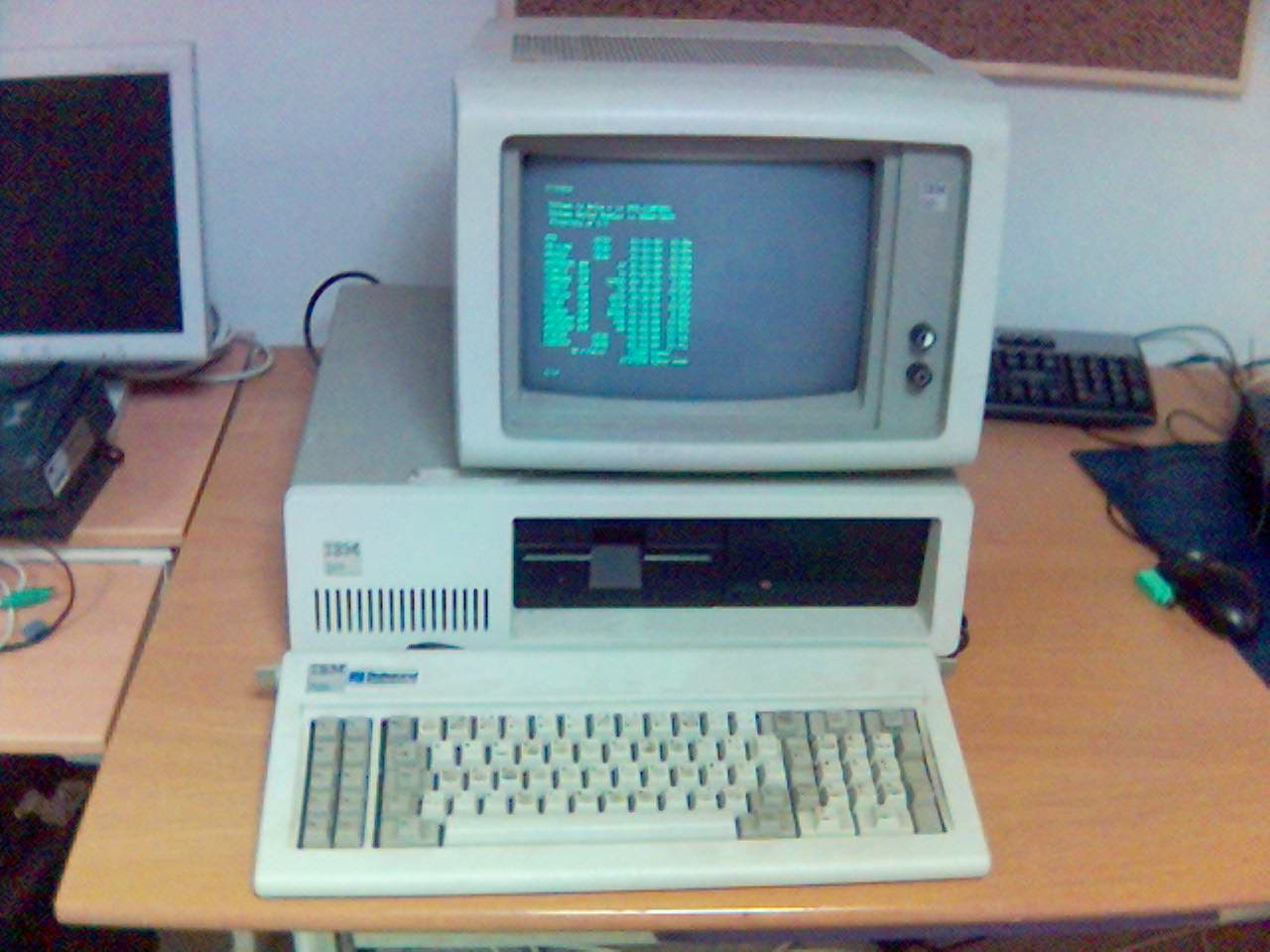
Персональний комп'ютер IBM PC/XT

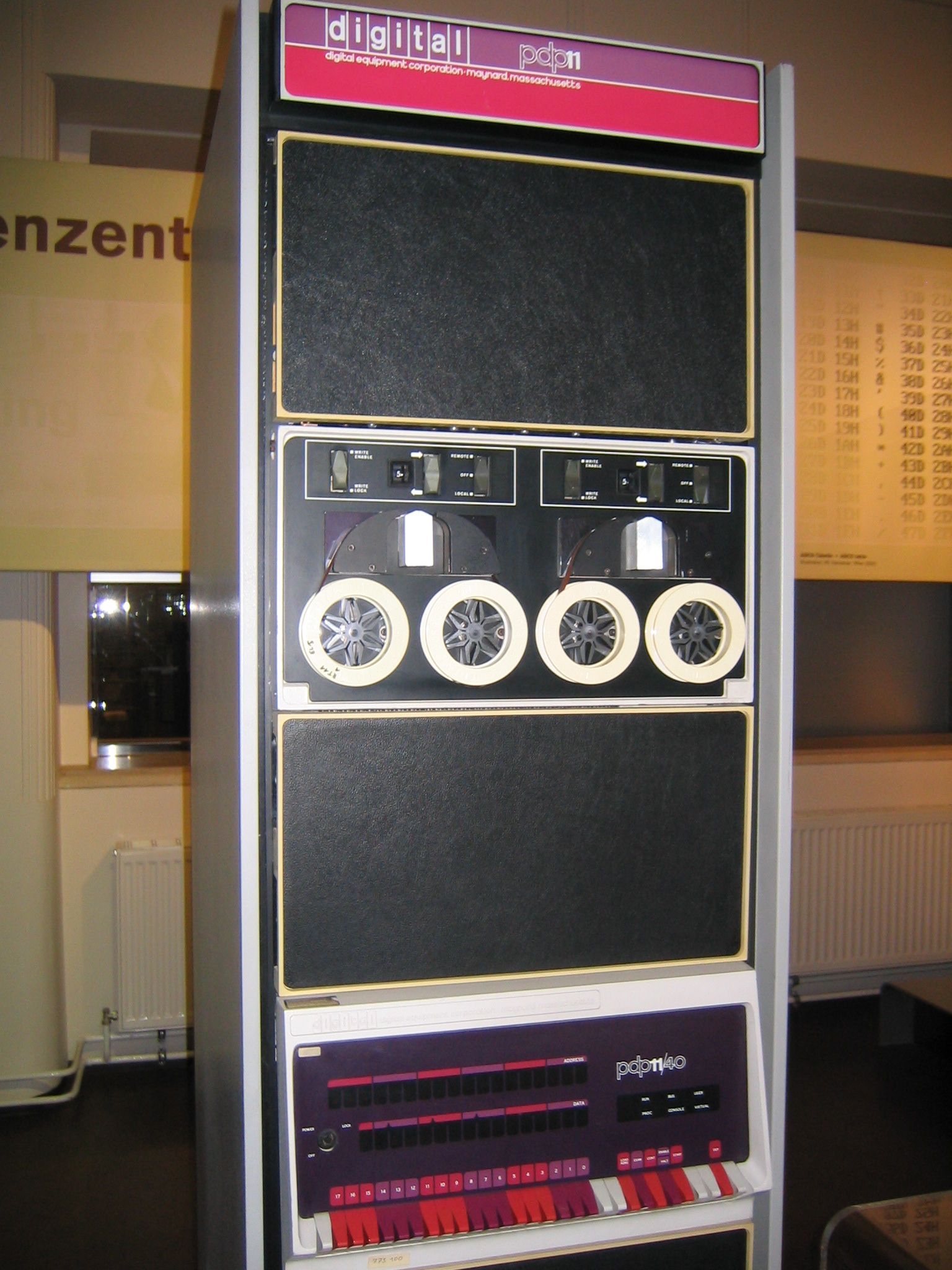
Комп'ютер PDP-11/40

  - Ігрова приставка (ігрова консоль)
  - Кишеньковий комп'ютер (КПК)
  - Комунікатор
  - Смартфон
  - Натільний комп'ютер
- Робоча станція
- Комп'ютер для операцій з функціями
- Сервер
- Суперкомп'ютер

#### За системою числення
- двійкові
- трійкові
- четвіркові[1][недоступне посилання з квітень 2021]
- десяткові

#### Елементна основа

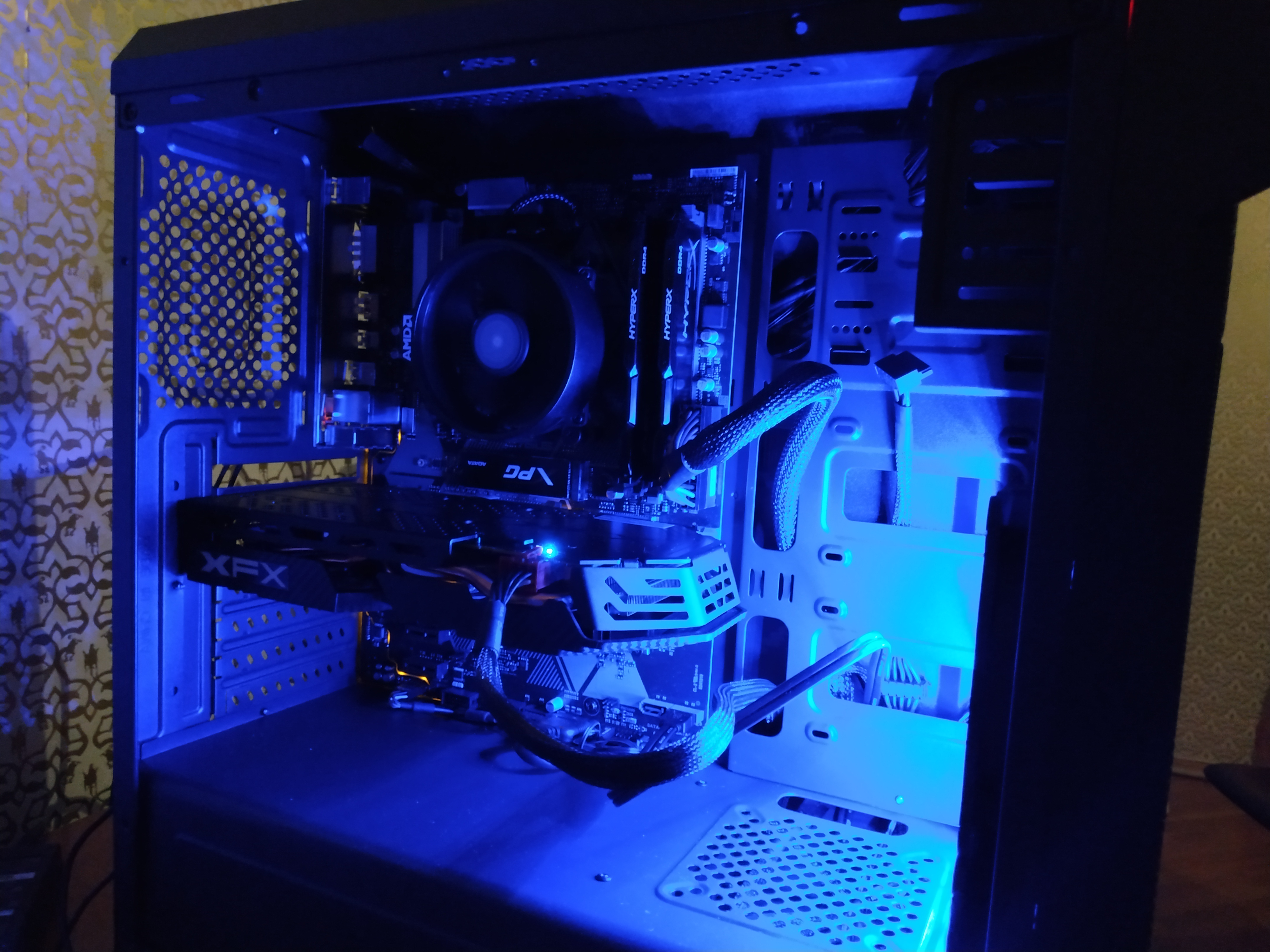
ПК з LED освітленням

- релейні
- лампові
- ферритодіодні
- транзисторні дискретні
- транзисторні інтегральні

#### Фізична реалізація
Більш строгий підхід до класифікації базується на відслідковуванні використаних для створення комп'ютерів технологій. Найдавніші обчислювальні пристрої були повністю механічними системами, перед Другою світовою війною розробляли машини на основі електромеханічних реле, а у 1940-х створили повністю електронні комп'ютери на основі електронних ламп. У 1950—1960-х роках на зміну лампам прийшли транзистори, а в кінці 1960-х — початку 1970-х років — напівпровідникові інтегральні схеми (кремнієві чипи), які використовують і досі.
Поданий перелік технологій не є вичерпним, він описує лише основну тенденцію розвитку обчислювальної техніки. У різні періоди історії досліджували можливість створення обчислювальних машин на основі багатьох інших, нині забутих і часом доволі екзотичних, технологій.
На цей час ведуться серйозні роботи зі створення оптичних комп'ютерів, які замість традиційної електрики використовують світлові сигнали. Інший перспективний напрям передбачає використання досягнень молекулярної біології та досліджень ДНК. І, нарешті, один з найновіших підходів, здатний привести до грандіозних змін в обчислювальній техніці, оснований на розробці квантових комп'ютерів.
Однак здебільшого технологія виготовлення комп'ютера є набагато менш важливою, ніж закладені в його основу конструкторські рішення.
- Механічний комп'ютер
  - Пневматичний комп'ютер
  - Гідравлічний комп'ютер
- Оптичний комп'ютер
- Електронний комп'ютер
- Квантовий комп'ютер
- Нанокомп'ютер
- Біокомп'ютер
  - Біокомп'ютер Едлмана
  - Кінцевий біоавтомат Шапіро

### За можливостями
Одним з найпростіших способів класифікувати різні типи обчислювальних пристроїв є визначення їхніх можливостей. Отож усі обчислювачі можна зачислити до одного з трьох типів:
- спеціалізовані пристрої, які вміють виконувати тільки одну функцію (наприклад Антикітерський механізм 87 року до н. е. чи нитковий віщун Вільяма Томсона 1876 року);
- пристрої спеціального призначення, здатні виконувати обмежений діапазон функцій (перша Різницева машина Чарлза Беббіджа та різноманітні диференціальні аналізатори);
- пристрої загального призначення, які використовують сьогодні. Назву «комп'ютер» застосовують зазвичай саме до машин загального призначення.

#### Сучасний комп'ютер загального призначення
Для сучасних комп'ютерів найважливішою особливістю, що відрізняє їх від ранніх обчислювальних пристроїв, є те, що за відповідного програмування будь-який комп'ютер може повторювати поведінку будь-якого іншого (хоча ця можливість і обмежена, до прикладу, місткістю засобів зберігання даних чи відмінністю у швидкості). Отож припускається, що сучасні машини можуть емулювати будь-який обчислювальний пристрій, що може бути створений у майбутньому. У певному значенні ця порогова здатність корисна для відрізнення комп'ютерів загального призначення від пристроїв спеціального призначення. Визначення «комп'ютера загального призначення» може бути формалізоване у вимозі, щоб конкретний комп'ютер був здатний копіювати поведінку універсальної машини Тюрінга. Першим комп'ютером, який задовольнив таку умову, вважається машина Z3, створена Конрадом Цузе 1941 року.

### Застосування комп'ютерів

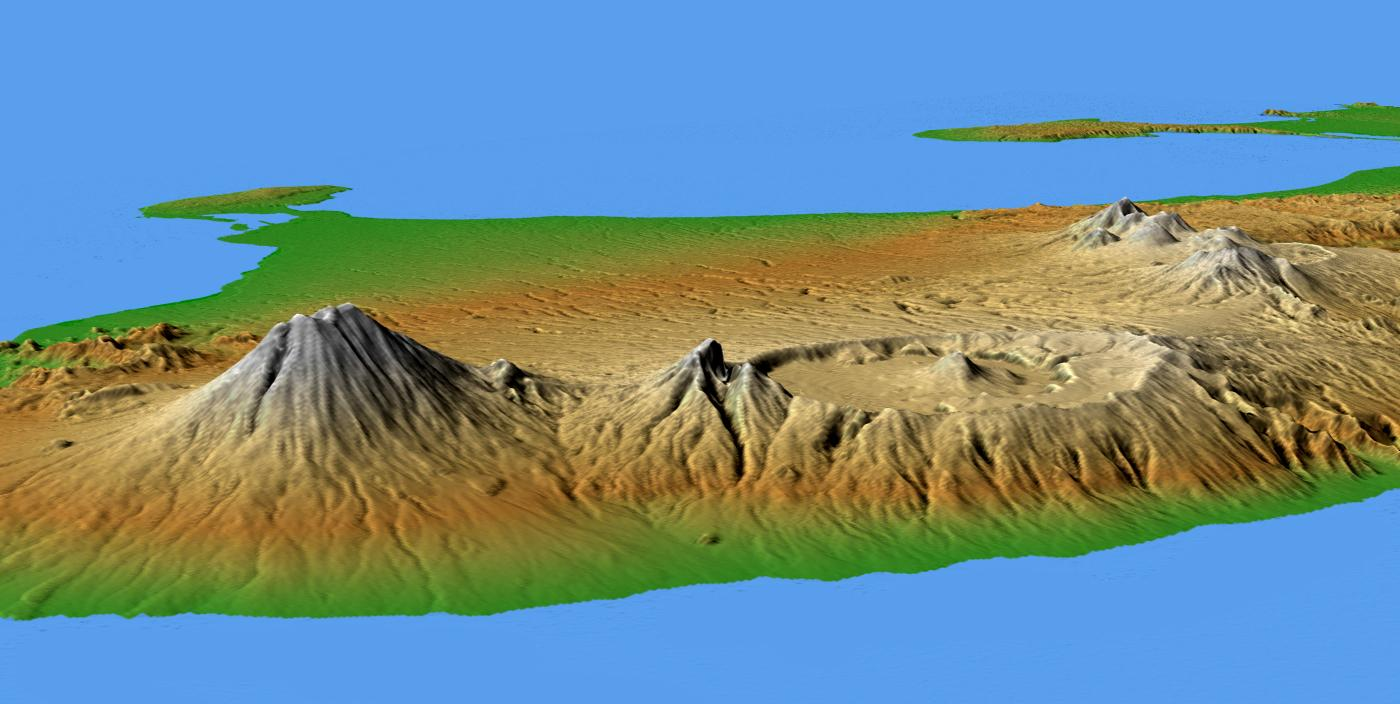
Тривимірна карта ділянки земної поверхні, побудована за допомогою комп'ютерної програми

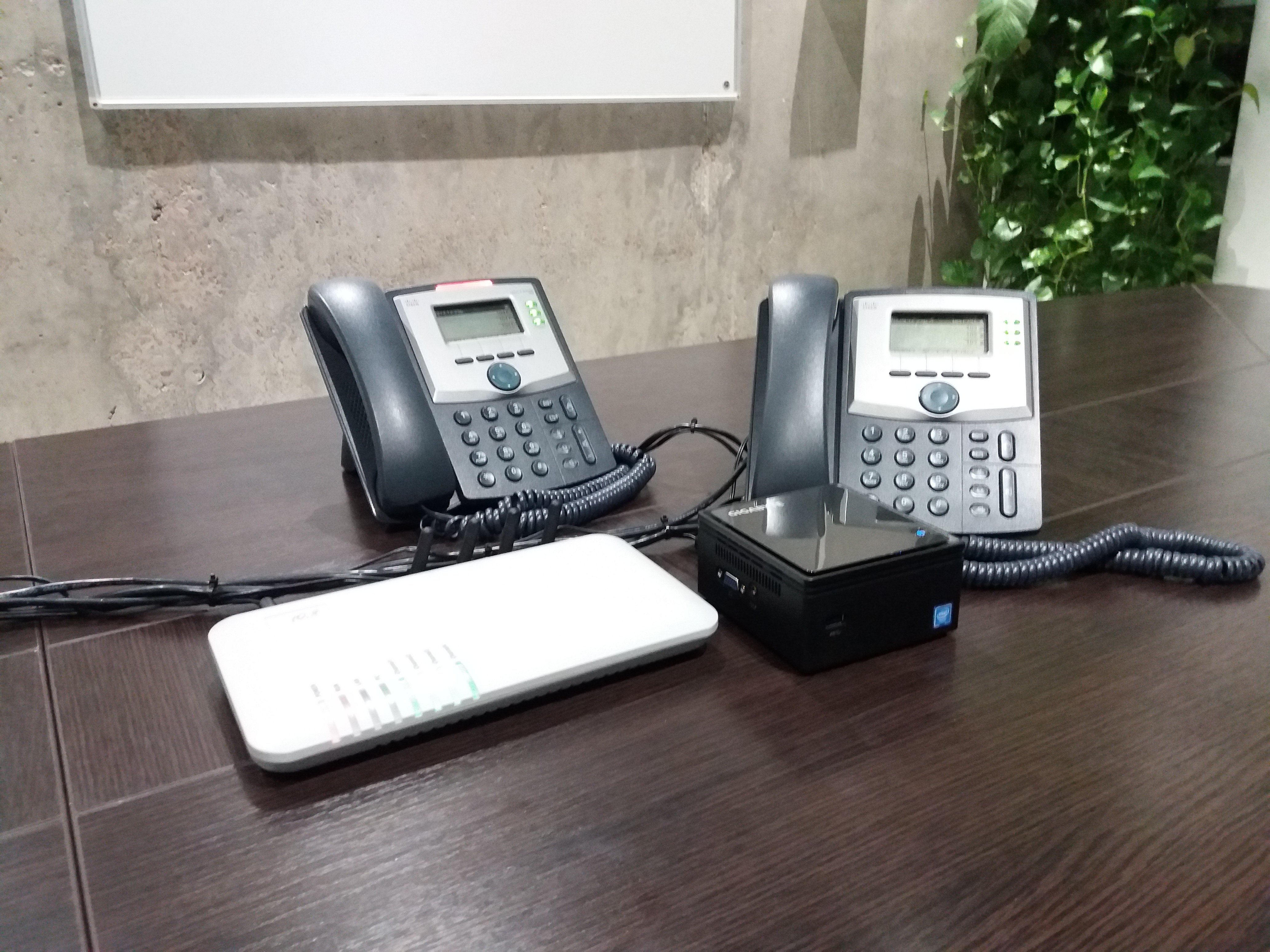
Неттоп у ролі офісної АТС, побудованої на Asterisk

Перші комп'ютери створювали винятково для обчислень (що відображено в назвах «комп'ютер» і «ЕОМ»). Навіть найпримітивніші комп'ютери у багато разів перевершують в цьому людей (якщо не брати до уваги можливості деяких унікальних «людей-лічильників»). Не випадково першою високорівневою мовою програмування був Фортран, призначений винятково для виконання математичних розрахунків.
Іншою сферою застосування комп'ютерів стали бази даних. Насамперед вони були потрібні урядам і банкам, які вимагали вже складніших комп'ютерів з розвиненими системами введення-виведення та зберігання інформації. Для таких цілей розробили мову Кобол. Згодом з'явилися СКБД з власними мовами програмування.
Третім застосуванням стало управління всілякими пристроями. Тут розвиток йшов від вузькоспеціалізованих пристроїв (часто аналогових) до поступового впровадження стандартних комп'ютерних систем, на яких запускають керівні програми. Крім того, все більша частина технічних пристроїв має у своєму складі керівний комп'ютер.
Комп'ютери розвинулися настільки, що стали головним інформаційним інструментом як в офісі, так і вдома. Тепер майже будь-яка робота з інформацією найчастіше здійснюється через комп'ютер — набір тексту чи перегляд фільмів. Це стосується як зберігання інформації, так і її пересилання каналами зв'язку. Основне застосування сучасних домашніх комп'ютерів — навігація в Інтернеті та ігри.
Сучасні суперкомп'ютери використовують для комп'ютерного моделювання складних фізичних, біологічних, метеорологічних та інших процесів і вирішення прикладних завдань, таких як моделювання ядерних реакцій або кліматичних змін. Деякі проєкти проводяться за допомогою розподілених обчислень, коли велика кількість відносно слабких комп'ютерів одночасно працює над невеликими частинами загального завдання, формуючи в такий спосіб дуже потужну комп'ютерну систему.
Однією із складних сфер застосування комп'ютерів є штучний інтелект — застосування обчислень для вирішення таких завдань, де немає чітко визначених стандартних алгоритмів, а їх пошук, випробовування та розробка постійно покращуються. Приклади таких завдань — ігри, машинний переклад тексту, пошук тексту, експертні системи, синтез мовлення, комп'ютерний зір, пошук і аналіз радіохвиль з космосу, створення образів неіснуючих людей.

## Математичні моделі
- Машина фон Неймана
- Універсальна машина Тюрінга
- Машина Поста
- Нанокомп'ютер
- Квантовий комп'ютер
- Біокомп'ютер Едлмана
- Кінцевий біоавтомат Шапіро

## Архітектура комп'ютерів
- Архітектура фон Неймана
- Гарвардська архітектура
- Архітектура персонального комп'ютера
- Класифікація паралельних обчислювальних систем
- Комп'ютерна пам'ять
- Процесор

### Форм-фактори електронно-обчислювальних машин
- Калькулятор
- Смартфон
- Кишеньковий комп'ютер
- Планшетний комп'ютер
- Смартбук
- Ультрабук
- Нетбук
- Субноутбук
- Ноутбук
- Персональний комп'ютер
- Велокомп'ютер
- Карп'ютер
- Бортовий комп'ютер
- Ґрід